# Marjasaari (ö i Södra Karelen, Villmanstrand, lat 61,08, long 27,91)
Marjasaari är en ö i Finland. Den ligger i sjön Kotajärvi och i kommunen Klemis i den ekonomiska regionen  Villmanstrands ekonomiska region  och landskapet Södra Karelen, i den södra delen av landet, 190 km nordost om huvudstaden Helsingfors. Öns area är 1,3 hektar och dess största längd är 200 meter i nord-sydlig riktning.